# Nikolai Grigorjewitsch Mormul
Nikolai Grigorjewitsch Mormul (russisch Николай Григорьевич Мормуль; * 18. März 1933 in Miljutinskaja, Oblast Rostow, Sowjetunion; † 19. November 2008 in Sankt Petersburg) war ein sowjetischer Admiral der Nordflotte und Autor. Er wurde international bekannt, weil er der norwegischen Umweltschutzgruppe Bellona ausführlich Informationen über die Atommüllproblematik der russischen Marine gab.

## Militärkarriere
Nikolai Mormul begann 1950 ein Studium an der Dserschinski-Marine-Ingenieursakademie in Leningrad, das er 1956 mit dem Diplom abschloss. Anschließend tat er Dienst als Bordingenieur in Atom-U-Booten, u. a. auf der K-3 Leninski Komsomol. 1964 wurde er in die Abteilung aufgenommen, die Prototypen neuer Atom-U-Boote testete. 1970 wurde er stellvertretender Kommandeur der Technischen Leitung der Nordmeerflotte, 1974 stellvertretender Kommandeur der in Murmansk stationierten Atom-U-Boot-Flottille. 1978 trat er an die Spitze der Technischen Verwaltung der Nordmeerflotte.
1983 wurde er wegen „Überschreitung seiner dienstlichen Kompetenzen“ und „Missbrauchs seiner Dienststellung“ (превышениe должностных полномочий и злоупотреблениe служебным положением) seines Postens enthoben und verhaftet. Wie er selbst später sagte, „besuchte er fünf Gefängnisse, eine psychiatrische Klinik und sogar eine syphilitische Zelle“. Er habe aber nichts unterschrieben und keine nicht existierenden Verbrechen zugegeben. Nach seinen eigenen Aussagen waren der Grund für die Strafmaßnahmen seine Proteste gegen die illegale Entsorgung von Atommüll durch die Nordmeerflotte. Er blieb fast fünfeinhalb Jahre inhaftiert. Während der Perestroika kam er 1989 aus dem Gefängnis frei.

## Kritische Auseinandersetzungen
Nach der Auflösung der Sowjetunion publizierte Mormul gemeinsam mit den pensionierten Admirälen Leonid Ossipenko und Lew Schilzow ein Buch über die Geschichte der sowjetischen Atom-U-Bootflotte, das auch ausführliche Informationen über zu Sowjetzeiten verschwiegene Nuklearunfälle sowie die illegale Verklappung von Atommüll im Meer enthält. Es erschien 1992 zunächst in französischer Übersetzung in Paris. Erst 1994 durfte die russische Ausgabe in Moskau herausgebracht werden. Diese Publikation führte zu seiner Zusammenarbeit mit der norwegischen Umweltschutzgruppe Bellona. Weitere Publikationen zu dem Thema folgten. 
Durch seine Berichte zur Atommüllproblematik der russischen Marine wurde Mormul einem internationalen Publikum bekannt. Er erregte insbesondere Aufsehen, als er auf das 800 Kilometer vor der französischen Küste liegende, mit Atomwaffen bestückte Sowjet-U-Boot K-8 hinwies, das am 12. April 1970 gesunken war. Um die Doppelinsel Nowaja Semlja wurde der atomare Schrott aus 30 Jahren sowjetischer Marinerüstung im Meer „entsorgt“. Mormul verwies auf die Reaktoren der K-19,  der K-3 Leninski Komsomol und der K-5, nannte verstrahlte Teile der K-11 und der K-27, ein ganzes U-Boot mit zwei Neutronenreaktoren und einen Schlepper mit 2000 Behältern voll radioaktiven Hartmetalls sowie weitere 17.000 Behälter, die um die Inseln im Meer versenkt worden waren.
1999 sagte Mormul zugunsten des früheren Marineoffiziers Alexander Nikitin, der wegen seiner Zusammenarbeit mit der norwegischen Umweltschutzgruppe Bellona des Verrats von Militärgeheimnissen angeklagt war, vor dem Stadtgericht Sankt-Petersburg aus. Mormul wies zu Nikitins Verteidigung darauf hin, dass alle Informationen, die dieser und auch er selbst weitergegeben hätten, aus „offenen Quellen“ stammten.
Zuletzt lebte er in Murmansk und Sankt Petersburg.

## Werke
- mit Leonid Ossipenko, Lew M. Schilzow: Atomnaja podwodnaja epopeja. Podwigi, neudatschi, katastrofy [Die nukleare Unterwasser-Ära. Heldentaten, Misserfolge, Katastrophen]. Moskau 1994, ISBN 5-85690-007-3.
- Katastrofy pod wodoj: Gibel podwodnych lodok w epochu cholodnoj woiny [Katastrophen unter Wasser: Der Untergang der U-Boote in der Epoche des Kalten Kriegs]. Elteko, Murmansk 1999, ISBN 978-5-7378-0023-9.
- Atomnye unikalnye strategitscheskie sapiski ispytatelia podwodnych lodok [Einzigartige atomstrategische Aufzeichnungen des Testers der U-Boote]. Newskaja Schemtschuschina, Sankt-Petersburg 2000, ISBN 978-5-86161-088-9.

## Auszeichnungen
- Medaille „Veteran der Streitkräfte der UdSSR“
- Medaille „Für Verdienste im Kampf“
- Orden des Roten Sterns
- Orden des Roten Banners der Arbeit